# 黃一良
黃一良（1560年12月6日—1600年10月7日），字敬甫，號純宇，福建泉州府南安縣人，明朝政治人物。

## 生平
黃一良是貢生黃思詔與蔣氏的第三子，天資聰穎，儀表魁梧，五歲就學已嶄露頭角，文章語出驚人，能用古文詞闈述程朱理學，童試考獲第一，於縣學歷試都名列前茅。學政巡按泉南，有前輩自許冠軍，到處比較文章評定優劣，但看到他的文章後卻恍然自失，說：「各位遜我一籌，想不到勁敵在後，反而令我退避三舍。」次日放榜，他果然排第一，前輩其次，各人在後。萬曆十九年（1591年）中辛卯科福建鄉試舉人，之後兩次會試都落第，到二十五年（1597年）侄子黃日耀中舉人，二人一同參與二十六年（1598年）會試，僅得他成進士，在刑部觀政，不久得知父親去世，立刻回鄉奔喪，因哀傷過度去世，傳記由林學曾編寫。

## 家族
- 曾祖父：封太常卿黃天錫
- 祖父：黃瀚清，弘治十五年進士黃河清弟[1]
- 父親：貢生黃思詔[1]
- 母親：蔣氏[1]
- 妻妾：
  - 正室詹孺人，弘治十八年進士詹源孫女[1]
  - 繼室葉孺人[1]
- 兒子：黃日烜、黃日煒、黃日燁（均詹氏生）、黃日景（葉氏生）[1]
- 女兒：蘇鳳鳴妻（葉氏生）[1]

## 引用
1. 1 2 3 4 5 6 7 8 9  《燕山黃氏譜牒彙編·卷二》：〈賜進士出身文林郎刑部觀政純宇黃公配孺人詹氏、葉氏合葬墓誌銘〉：賜進士出身中憲大夫太僕寺卿管廣東鹽屯水利道前工部給事、年家眷晚生何運亮頓首撰文；藩前總督親軍侍衛總兵官左都督、外曾孫馮錫範頓首拜篆額並書丹
歲乙卯為永曆之二十九年，文學君元龍將營其大父母襄事，問志於余，余謝不敏；文學君泫然曰：「惟先父捐館舍有年矣，幸陳匡復，以明紳而歸土於明時，先生惻然憐之。」余是知公之有賢孫也，忠孝之思形於詞色，因誼不獲辭。按狀：公諱一良，字敬甫，號純宇，其先燕人，始祖司令忠勇公卒於官，世為南安黃氏，司令公之十子，七傳封太常玩槐公，歲進士，長男河清弱冠登第，會孝廟對稱旨，授吏部主事令甲銓要選，繇他秩考授，甫釋謁即顯秩，實為創見，歷四司副正郎，陞太常卿提督四夷館，封父如其官，母太恭人，父卒賜葬諭祭，亦異數也。季子瀚清，生思詔，食餼邑庠，三中省闈副車，以序貢授廣文，退隱著書，教子孫自娛，娶孺人蔣氏，是為公父母；公行三，天姿慧敏，儀表魁梧，五歲就外傅，即嶄見頭角，操觚出語驚人，以古文詞闈朱程正理，舉科孺第一，入泮歷試前茅。與二兄及妹夫孝廉傅公樂聲名並藉，學使者按泉南，有名宿自許冠軍，遍訪同學較甲乙，益喜無前，最後見公文，恍然自失曰：「諸君咸遜我一籌，不期勁敵在斯，反令我退避三舍矣。」翌日榜放，公果居首，其人次之，諸人又次之，今邑中猶能言其事，是可見先輩文章定價，而公當年為時流推服已如此。辛卯科試第一，人觀榜得隽，兩上公車佹得而失，丁酉伯兄之子日耀，年甫十五領鄉薦，同偕計大阮小阮，戊戌並試禮部，新硎之英銳與老成之部伍齊驅中原，人兩期之，公竟勝成進士，觀政刑部；而廣文先生之訃音至，痛不自勝，跣足出都門長途號哭，抵里讀禮、歲時伏臘、隕涕如雨，曰：「吾祿不逮親矣，皋魚風木之恨，季路負米之痛，終天其何極乎？」哀毀過當，二豎見侵，及禫殫不成聲，竟以即逝。嗚呼！公生平力學嗜古，於書靡不究心，使假之年則學優而仕，必非俗吏所為，乃窮經而不致用，豐者若彼、嗇者若此，天也！於人何尤？元配詹孺人，刑部侍郎仰庇詹公父進士僉憲源公孫女，事舅姑以孝稱，相夫子以勤著，雖出貴族，而雞鳴儆旦、機杼佐讀，曲盡婦道；繼葉孺人，柔順慈惠，顧後無彼此之異，端方勤儉，閨門肅母儀之嚴，公歿秉持家政，女紅到老不綴，是皆公刑於之所及也。公生嘉靖庚申年十一月二十日，卒萬曆庚子年九月初二日，詹孺人生嘉靖辛酉年十月初六日，卒萬曆乙酉年三月初四日，葉孺人生隆慶辛未年九月十四日，卒順治丁亥年十一月二十七日。男四：日烜娶王氏，日煒娶洪氏，並無嗣；日燁庠生，娶存問尚書林公學曾胞弟道州知州學閔公女，俱詹氏出；日景娶憲副朱公天應男太學生光祖女，女一適蘇鳳鳴，俱葉氏出。孫男四：元龍庠生，娶別駕林公大參孫女，又娶成都府丞侯公世延男太學生爾載君女，日燁出。鴻艷廩生副榜，娶陳氏；鴻范娶吳氏；鴻圖娶時氏，俱日景出。女孫二：一適原戶部主事洪公承畿，贈安人，日煒出。一適光祿卿監軍御史馮公澄世，晉封太夫人，日燁出。曾孫男六：中棟聘武庠生孫君熠女，元龍出。中楫武生，娶都督盧公恩侄女；中梅未聘，俱鴻艷出。中杓娶陳氏，鴻范出。中桂娶章氏；中柱未聘，俱鴻圖出。曾孫女二：自元龍出者一，未許。自鴻艷出者一，許庠生郭君奏禮男庠生子藻。玄孫一：俊英未聘。玄孫女二：一許劉仕鳳男庠生，乳名山官，一未許，俱中桂出。余振振未艾，公窀穸之事，前此葉孺人在堂未竟之緒，三子日燁及孫鴻艷，棘圍鏖戰實有所待。嗣而忽祿，葉孺人棄杯棬，又值滄桑，未獲如願。茲文學君卜吉于南安縣二十一都廟下鄉大石下，以三月二十七日巳時，奉公與二孺人葬焉。余觀其穴，從葵山蜿蜒而來，大溪在前，紫帽主峰合峙水口，負癸揖丁兼丑未，詢佳兆也，可以藏矣。是為銘曰：「維積厚其發必大，匪直其身延於後代，謂公不遇，固己策名金門，馳驅皇路；謂公既遇，胡以三年苦次，修文地府？是知天道屈而未伸，如山川之氣，磅礡蒸鬱，將必產奇而毓珍，彼葵有崗，大石允藏，川流不息，山高水長，公與二配合璧偕藏，億萬斯載，長發其祥。」
2. ↑  四庫全書《福建通志·卷三十八·選舉六》：明舉人……萬厯十九年辛卯黄志清榜……南安縣 黃一良 戊戌進士
3. ↑  《萬曆二十六年戊戌科進士履歷》：黄一良，统宇，诗五房，庚午十一月二十生。南安人，辛卯七十六，会百二，三甲百二十九。刑部政，庚子卒。曾祖天錫，进封太常寺少卿。祖瀚清，庠生。父思诏，训导。
4. ↑  康熙《南安縣志·卷十一·科目志之一》：神宗萬曆二十六年戊戌趙秉忠榜 黃一良 刑部觀政
5. ↑  《燕山黃氏譜牒彙編·卷三》：十房十世祖進士純宇公傳：公諱一良，字敬甫，號純宇，通政蓮峰侄孫，司訓仰蓮第三子。瑰偉倜儻，善用出奇，弱冠文宗胡二溪試科儒。娶詹守齋君女，為大司寇咫亭公侄婿，深荷愛重。繼娶葉氏。辛卯耿定力首拔文綴，邱明太史是科中隽。丁酉親侄日耀十五歲舉於鄉，同會試，公勖以大成戒以闕黨侃如也。戊戌成進士，觀政刑部。艱報，遄歸哀毀，誠信所襄，窀穸必躬必親。讀《禮》之暇，溯蓮峰、曉江文詞詩集，心嚮往之。懿親叔侄兄弟間有過舉，則書古人嘉言、懿行於壁，可法可戒，時聞之而自戢多矣。庚子毓鎮領鄉薦，宗中科第五人，各佔一經，握手聯翩，縉紳士林傳稱「五經鳴盛，泉南諸家所未有者，武榮之黃何斌斌也？」乃未幾，而公潛然長往矣，天實為之，謂何以哉？先侍御復齋公豪而雅，四十餘幾不勝衣，公豪而達，四十餘，酒興高邁，而巧壬令色，各乘隙以中之人，不可以無年，洵明哲者，所宜勤為洞鑒也，公為家弟姻翁，不能無三致意焉。 壬辰科進士、戶部尚書林學曾撰